# Dorfkirche Gorden

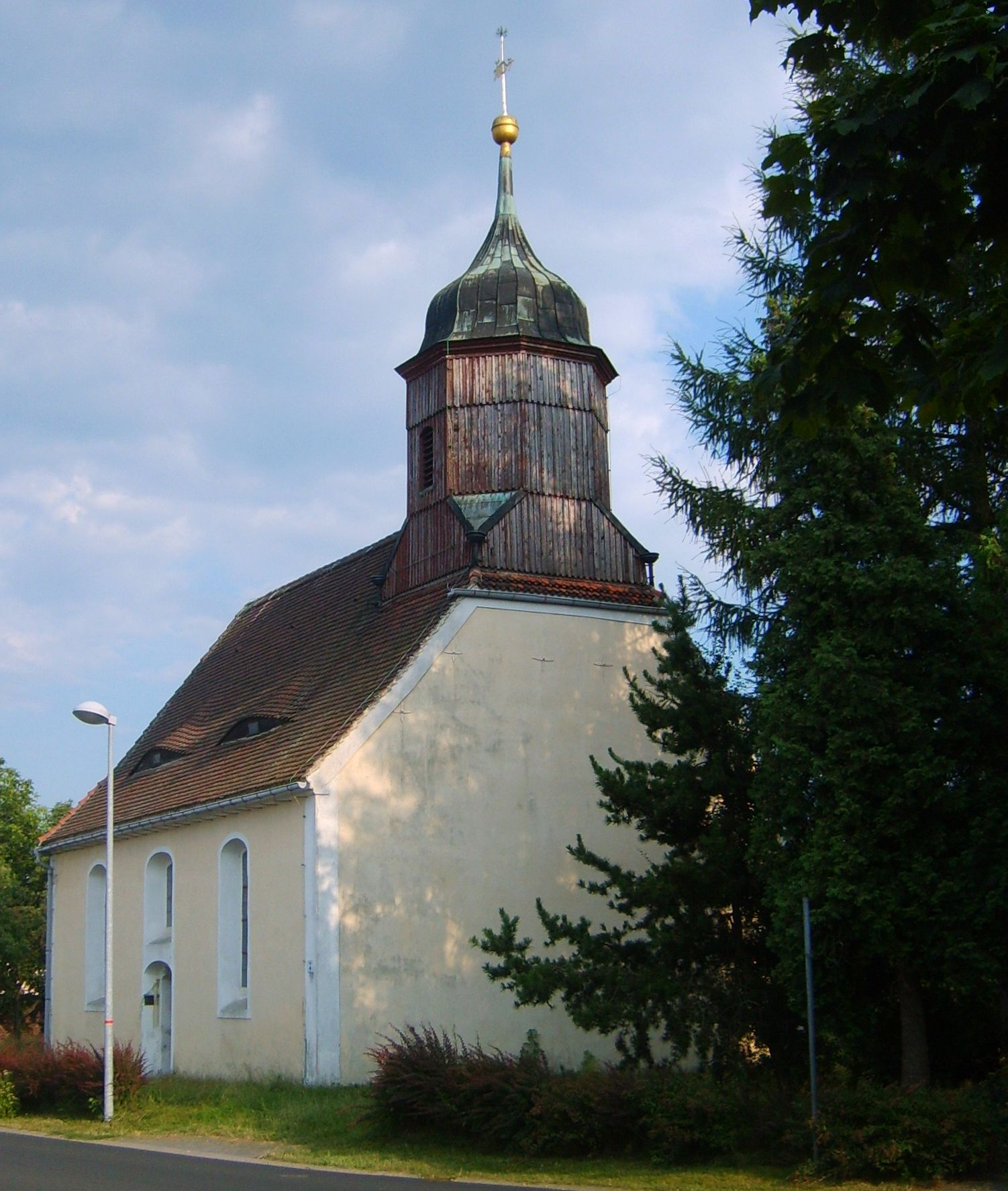
Dorfkirche Gorden

Die evangelische Dorfkirche Gorden ist ein Kirchengebäude im Ortsteil Gorden der Gemeinde Gorden-Staupitz im südbrandenburgischen Landkreis Elbe-Elster. Hier ist die Kirche im Ortszentrum auf dem Dorfanger mit einem sie umgebenden ehemaligen Friedhof zu finden. Das Gebäude befindet sich heute unter Denkmalschutz. Es gehört zum Pfarramt Plessa im Kirchenkreis Bad Liebenwerda der Evangelischen Kirche in Mitteldeutschland.

## Baubeschreibung, -geschichte und Ausstattung
Bei der Gordener Dorfkirche handelt es sich um einen kleinen verputzten Saalbau mit dreiseitigem Ostschluss. Errichtet wurde die Kirche im Jahre 1749. Im Westen des Kirchenschiffs wurde ein an seiner Basis quadratischer und bald ins oktogonale übergehender hölzerner Turm mit Schweifhaube und Wetterfahne aufgesetzt.
Das Innere der Kirche ist von einer Balkendecke und einer Hufeisenempore geprägt. Der hier vorhandene Kanzelaltar, der Patronats- und Pfarrstuhl sowie die weitere hölzerne Ausstattung der Kirche sind bauzeitlich.
Die Gordener Orgel verfügt über mechanische Schleiflade, ein Manual, sechs Register und ein angehängtes Pedal. Das Instrument stammt aus der Werkstatt des sächsischen Orgelbaumeisters Gottlob Heinrich Nagel aus Großenhain. Errichtet wurde es im Jahre 1840. Das Orgelprospekt ist ebenfalls bauzeitlich.

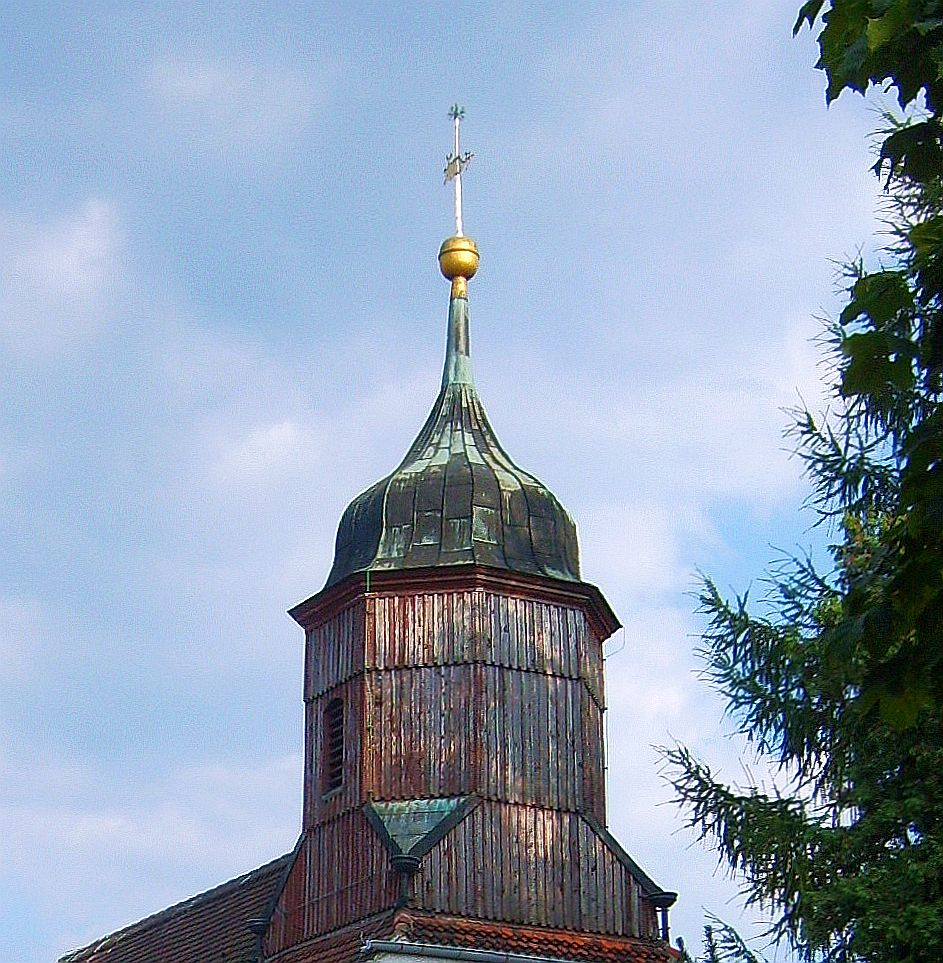
Kirchturm mit Wetterfahne

| I Manual C–c3 |    |
| Rohrflöte     | 8′ |
| Gamba         | 8′ |
| Principal     | 4′ |
| Flöte         | 4′ |
| Quinte        | 3′ |
| Octave        | 2′ |

| Pedal C–c1 |
| angehängt  |

## Grabmäler

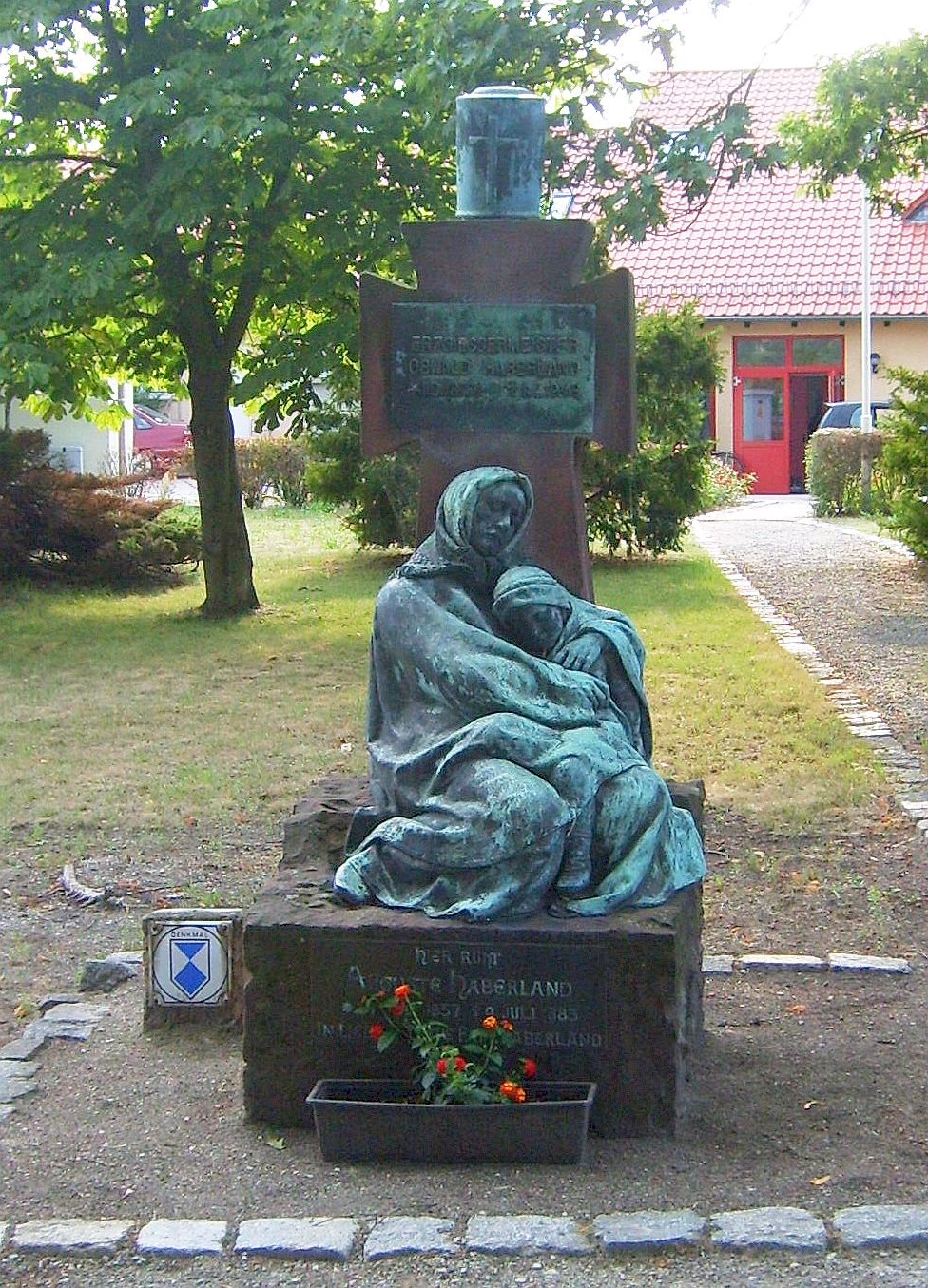
Denkmal „Mutter und Kind“

An der äußeren Ostseite des Kirchengebäudes befindet sich ein aus dem 18. Jahrhundert stammender Grabstein.
Unweit der Kirche befindet sich ein weiteres unter Denkmalschutz stehendes Grabmal. Der in Gorden geborene Erzgießermeister Oswald Haberland (1877–1947) schuf hier 1926 zu Ehren seiner früh verstorbenen Mutter, 43 Jahre nach ihrem Tod, die bronzene Freiplastik „Mutter und Kind“. Die Asche des 1947 in Hannover verstorbenen Künstlers wurde nach seinem Tod in seinen Geburtsort seinem Wunsch entsprechend überführt und in einer Urne auf dem tiefe Liebe und Dankbarkeit darstellenden Denkmal beigesetzt.

## Pfarrhaus
In unmittelbarer Nähe der Kirche ist das Gordener Pfarrhaus zu finden. Wie die Kirche selbst und die Bronzeplastik befindet es sich heute unter Denkmalschutz. Das mit einem Mansardgiebeldach versehene eingeschossige Gebäude wurde in den Jahren 1908 bis 1910 errichtet.